# Трихофілія

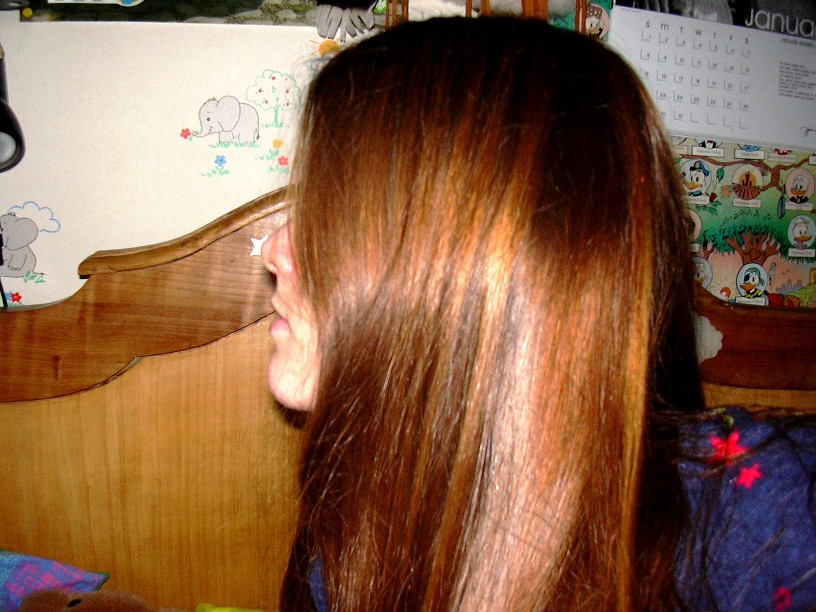
Дівчина з довгим волоссям — один з прикладів захоплення трихофілів.

Трихофілія, також відома як фетишизм волосся — явище, коли людина сприймає волосся (здебільшого на голові) іншої людини як якийсь еротичний елемент чи сексуальний збудник. Збудження може бути спричинено волоссям на голові, в пахових областях волосків на грудях чи шерсті. Збудження від волосся на голові може спричинятися від торкання чи спостерігання дуже довгого чи навпаки короткого, мокрого чи волосся різних кольорів або стилів зачіски.
Також існує фетишизм обрізання волосся. Це явище, при якому особу збуджує, коли її стрижуть чи бриють, стригти когось, спостерігати за кимось, кого стрижуть, чи навіть дивитися на обстрижену чи вибриту людину. Хоча для останнього є окрема назва — пеладофілія.

## Етимологія
Назва «трихофілія» пішла з грецької мови, та розкладається так: «трихо-» (τρίχα) позначає людське волосся; «-філія» (φιλία) означає «любов».

## Характеристика
Волосся — одне з визначних характеристик ссавців. В людей волосся росте, здебільшого, на скальпі, обличчі, та пахових зонах. Чоловіки схильні мати більше волосся, ніж жінки. Волосся саме по собі не має якихось сексуальних характеристик — воно виникло в результаті еволюції. Лише людська культура надала йому якогось інтимного значення. Багато з культур також вважали та вважають волосся чимось еротичним. Наприклад, ісламські жінки покривають волосся та показують його тільки в колі сім'ї чи близьких друзів. За традиціями юдейські жінки а також жінки європейського середньовіччя, покривали волосся після того, як вони одружувались.
В культурах, де жінки не приховують свого волосся, його еротичне значення також визнається. Наприклад, деякі зачіски культурно пов'язані з гендером. Коротке волосся та облисіння здебільшого асоціюється з чоловіками, а довге волосся — з жінками. Хоча існують і винятки, такі, як гаельські ірландські чоловіки, чи навіть Ісус Христос. Жіноче волосся на голові висвітлюється в художництві та літературі як символ краси та привабливості. В деяких культурах жінки та чоловіки звикли видаляти волосся, що росте в небажаних місцях. Наприклад, вважається нормальним, що жінки бриють ноги. І було би навіть неприйнятно, якби вони цього не робили.
Фетишизм щодо волосся має багато варіантів прояву. Наприклад, фетишисту може подобатися лише спостерігання, чи торкання, або обрізання волосся іншої людини, або й усе заразом. Це може бути не лише просто задоволення, а й збудження. Також фетишизм може проявлятися у вигляді страху втратити волосся, чи навіть миття його. Деяким людям подобається буквально «мати секс з чиїмось волоссям». Цей фетишизм може бути присутнім, як у чоловіків, так і в жінок.
Деякі люди відчувають задоволення від того, що їхнє волосся обрізається, чи що воно доглянуте. Це дарує їм відчуття схоже до турботи. З іншої сторони, деякі люди відчувають неспокій, коли їхнє волосся обрізається. Зигмунд Фрейд висловлювався, що боязнь жінок втратити своє довге волосся можна порівняти з чоловічим страхом до кастрації, і що чоловік, відрізавши жінці її волосся може почати відчувати своє домінування, як кастратор до кастрованого (і як не парадоксально, її обнадіює те, що волосся відросте знову).
Трихофілія також може стосуватися й іншого волосся, що росте на тілі людини, чи шерсті тварин. Трихофілу може подобатися певна комбінація його текстури, кольору, зачіски чи довжини.
Трихофілія вважається природним нешкідливим явищем, що класифікується, як парафілія.

## Історія
Згадки про фетишизм щодо волосся можна знайти ще в античності. В нордичній міфології жінкою Тора, богинею достатку та родючості, захоплюються через її довге золоте волосся.
Також можна згадати історію про Рапунцель, опубліковану Братами Грімм у 1812, — аналогію до Торової жінки, де розповідається про молоду дівчину з дуже довгим білим волоссям, закриту у вежі.
В релігійних спільнотах, як от християнстві, постриг сприймається як звичне явище і є маркою чистоти тіла.